# Elephantine Colossus

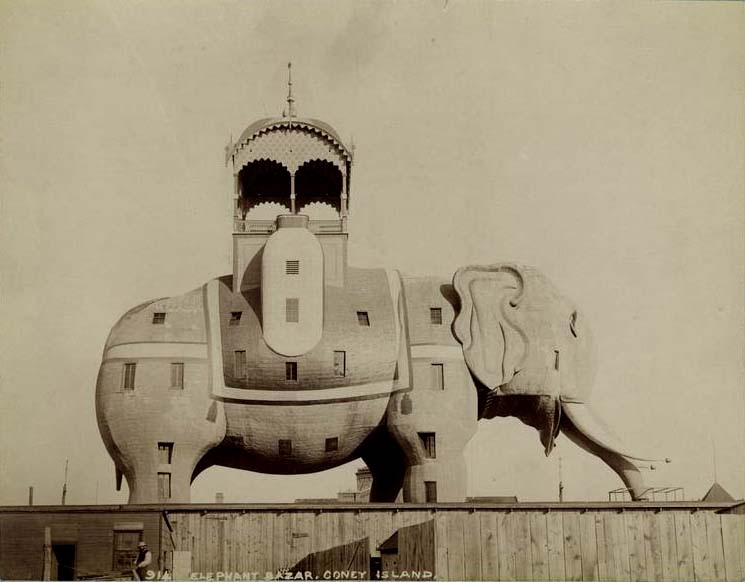
El Elephantine Colossus, vista lateral.

El Elephantine Colossus, también conocido como el Elefante Colosal o Coloso Elefante, o por su función como Hotel Elefante, fue una atracción turística ubicada en Brooklyn, Nueva York. Fue construido en forma de elefante, un ejemplo de arquitectura novedosa. La estructura de siete pisos diseñada por James V. Lafferty estuvo sobre la Surf Avenue y West 12th Street de Coney Island desde 1885 hasta 1896, cuando se incendió. Durante su vida útil, el edificio de treinta y una habitaciones actuó como sala de conciertos y bazar de diversiones. Fue el segundo de los tres edificios en forma de elefantes construidos por Lafferty, precedido por el Lucy the Elephant cerca de Atlantic City y seguido por The Light of Asia en Cape May.

## Tamaño

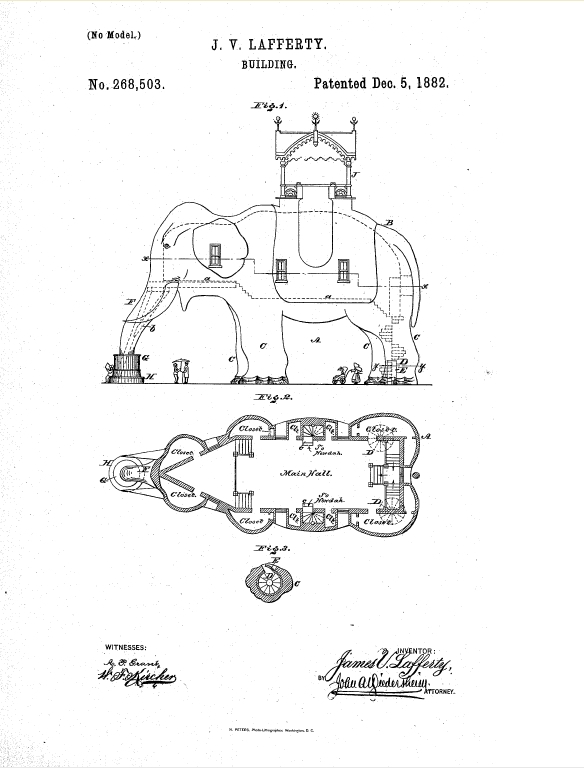
Lafferty recibió una patente por su arquitectura zoomorfa en 1882.

Con 37 m de alto, el elefante de Coney Island tenía aproximadamente el doble de las dimensiones de Lucy the Elephant, que lo había precedido por cuatro años; con la excepción de los diseños de sus respectivos howdahs y los números y tamaños relativos de las ventanas, externamente era una copia casi exacta a mayor escala de Lucy. Sus patas medían 5 m de diámetro, sirviendo las patas delanteras como tabaquería mientras que las patas traseras sostenían la entrada, una escalera circular. Se informó que la construcción costó 65 000 dólares. Construida dos años antes que la Estatua de la Libertad, se decía que era la primera estructura artificial visible para los inmigrantes que llegaban a los Estados Unidos.
La construcción requirió 10 600 km s de madera, 11 000 barriles de clavos, 12 toneladas de pernos de hierro y 5 m²  de estaño para cubrir la estructura.

## Habitaciones y atracciones
Originalmente destinado a servir como atracción turística, el elefante contenía en su interior puestos de novedades, una galería, un gran salón y un museo de curiosidades en lo que sería el pulmón izquierdo del elefante. Los ojos del elefante contenían telescopios y actuaban como un observatorio para los visitantes. Su gerente aseguraba ver, desde el lomo del elefante, el parque de Yellowstone, Río de Janeiro y París.
A medida que Coney Island se establecía como centro de turismo y ocio, el elefante también comenzó a servir como burdel. Cuando el elefante se incendió el 27 de septiembre de 1896, llevaba varios años sin ser utilizado. Posteriormente, la propiedad se incorporó al Luna Park, donde se construyó la atracción A Trip to the Moon en el solar del antiguo hotel.

## En la cultura popular

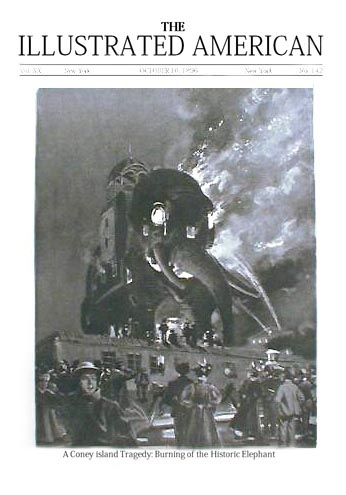
"Una tragedia de Coney Island: el incendio del elefante histórico"; Portada de la edición del 10 de octubre de 1896 de The Illustrated American.

El Coloso aparece en la novela de misterio Murder on St. Mark's Place de Victoria Thompson de 2000, sobre el asesinato de varias prostitutas que pueden haber estado vinculadas al hotel.